# Loi constitutionnelle de 1986
Lire en ligne

Site officiel

La Loi constitutionnelle de 1986 (en anglais : Constitution Act 1986) est le principal document relatif à la Constitution de la Nouvelle-Zélande. Il supprime les derniers liens juridiques avec le Parlement du Royaume-Uni. Il annule et remplace le New Zealand Constitution Act 1852, abroge la Loi d'adoption du statut de Westminster de 1947 et supprime la possibilité pour le Parlement britannique de voter des lois pour la Nouvelle-Zélande avec le consentement du Parlement de celle-ci, une possibilité par ailleurs appliquée une seule fois, avec l'adoption du New Zealand Constitution (Amendment) Act de 1947.
Elle fut votée le 13 décembre 1986 et entra en vigueur le 1er janvier 1987.

## Source
- (en) Cet article est partiellement ou en totalité issu de l’article de Wikipédia en anglais intitulé « Constitution Act 1986 » (voir la liste des auteurs).